# Sof'ja Aleksandrovna Subbotina
Sof'ja Aleksandrovna Subbotina, nata Iovskaja, in russo Софья Александровна Субботина Иовская ? (Mosca, 1830 – Orël, 15 febbraio 1919), è stata una rivoluzionaria russa.
Fu la madre di Evgenija,  Marija e Nadežda Subbotina, tutte rivoluzionarie populiste.

## Biografia
Di famiglia nobile, figlia di Аleksandr Iovskij, professore di chimica nell'Università di Mosca, dopo aver studiato privatamente, nel 1852 sposò Dmitrij Subbotin dal quale ebbe le figlie Evgenija, Marija e Nadežda e, rimasta presto vedova, ereditò terre a Izmalkovo, nella provincia di Orël e a Belomestnoe, nella provincia di Kursk.
Nel 1873, insieme alla figlia minore Nadežda, si stabilì a Zurigo aderendo al circolo Fričej, costituito da giovani donne dell'opposizione politica allo zarismo, e partecipò a riunioni dell'Internazionale. Quell'anno tornò in Russia e partecipò all'organizzazione della propaganda svolta tra i contadini nelle scuole rurali di Izmalkovo e di Belomestnoe, dove insegnavano le populiste Varvara Batjuškova ed Evgenija Zavadskaja. Arrestata il 14 settembre 1874 a Belomestnoe e rinchiusa nel carcere di Kursk, fu trasferita nel centro di detenzione di San Pietroburgo.
Imputata nel « processo dei 193 » con l'accusa di attività sovversiva e di oltraggio all'imperatore, il 23 gennaio 1878 fu condannata a 8 mesi di carcere. La pena le fu commutata il 19 luglio 1878 nel soggiorno obbligato a Glazov, poi a Kainsk, nella provincia di Tomsk, presso la residenza della figlia Nadežda. Dal luglio 1880 madre e figlia si trasferirono a Tomsk sotto sorveglianza della polizia.
Legatasi a Narodnaja Volja, che ella finanziava con i redditi delle sue aziende agricole, fu arrestata nel 1882 e detenuta nel carcere di Tomsk. Il 5 ottobre 1883 fu deportata in Siberia, nel villaggio di Tesinskuju, nel Minusinskij rajon. Poté tornare nella Russia europea nell'agosto del 1888 sotto sorveglianza della polizia segreta.
Del 1891 visse a Varsavia in casa della figlia Evgenija e del genero Vladislav Kozlovski, poi ebbe il permesso di soggiornare a Mosca e, nel novembre del 1897, di trasferirsi all'estero. Dal 1902 tornò definitivamente in Russia, vivendo a Kiev e a Odessa. Nell'aprile del 1917 si trasferì a Orël, dove morì il 15 febbraio 1919.